# Boltzmannova konstanta

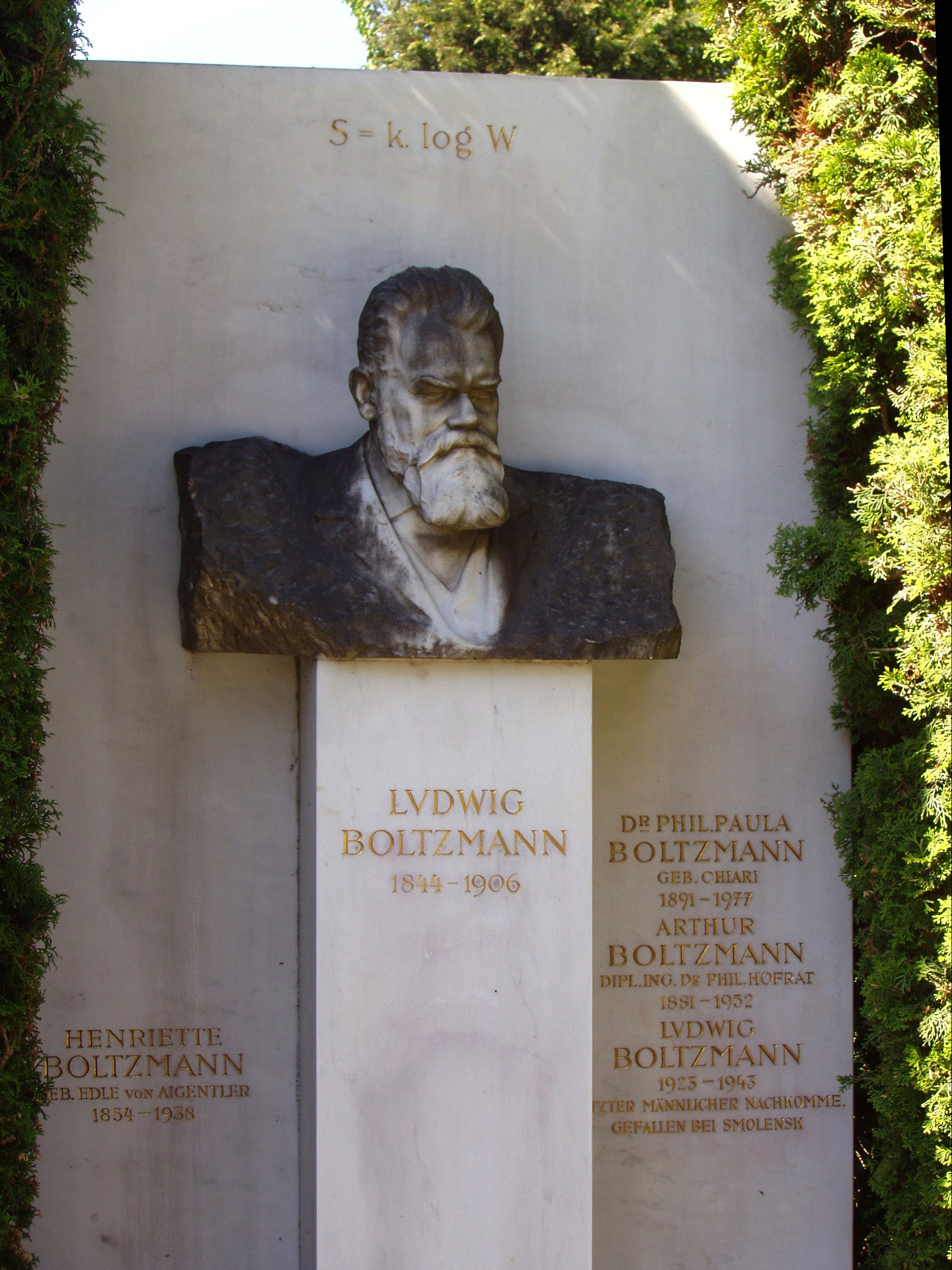
Definice entropie pomocí Boltzmannovy konstanty coby epitaf na hrobě Ludwiga Boltzmanna

Boltzmannova konstanta vyjadřuje vztah mezi termodynamickou teplotou a vnitřní energií plynu. Je číselně rovna dvěma třetinám tepelné kapacity jednoatomového ideálního plynu (např. vzácného) při stálém objemu vztažené na jednu molekulu. Boltzmannova konstanta také úzce souvisí s entropií, je její přirozenou jednotkou. Byla pojmenována po rakouském fyzikovi Ludwigu Boltzmannovi, který se významně podílel na rozvoji statistické fyziky, kde tato konstanta hraje klíčovou roli.

## Značení a hodnota
- Značka konstanty: k nebo kB
- Po redefinici SI je od r. 2019 její hodnota pevně stanovenou konstantou:

k = 1,380 649×10−23 J·K−1 (přesně),
resp. v elektronvoltech na kelvin:
k = 8,617 333 262…×10−5 eV/K (přesně)

## Použití
Vynásobením Boltzmannovy a Avogadrovy konstanty dostaneme univerzální plynovou konstantu, která podobně souvisí s energií plynu pro látkové množství jednoho molu. Díky tomu můžeme vyjádřit stavovou rovnici ideálního plynu dvěma způsoby:
{\displaystyle pV=nRT=NkT}
kde n je látkové množství plynu, N je počet molekul, p tlak, V objem a T termodynamická teplota. Součin pV tak souvisí s vnitřní energií ideálního plynu (u reálného plynu bychom museli použít jiných hodnot, než Boltzmannovy konstanty, závislých na druhu plynu a místo pV součinu bychom museli dosadit složitější vztah pro vnitřní energii).
Boltzmannova konstanta hraje roli také ve statistické fyzice. Můžeme pomocí ní vyjadřovat entropii a také se objevuje i ve fyzice polovodičů, protože se pomocí ní dá vyjádřit množství tepelné energie rozdělované mezi elektrony, která vytváří potenciál způsobující tzv. tepelné napětí (viz dioda).